# Плешковская игрушка
Плешко́вская игрушка — русский народный художественный промысел по изготовлению керамических игрушек, возникший в селе Плешково Ливенского района Орловской области России.

## История
Свистулька из плешковской глины в виде животного была найдена археологами Орловского областного краеведческого музея на правом берегу реки Тим во время раскопок древнего селища XI–XII веков. По письменным источникам о промысле известно с XVII века:325-328. По преданию, ежегодно в мае жители деревни свистели в глиняные свистульки, празднуя «Свистунью». Само Плешково произошло от слова плешина, место, свободное от растительности, где рядом находилось месторождение глины. Игрушки отличались внешней простотой и лаконичностью и могли быть не только свистульками.
В 1880 году плешковская игрушка была внесена в «Указатель промыслов по Орловской губернии». В 1866 году об этом промысле написало издание «Орловские газетные ведомости». В 1968 году Орловский музей изобразительных искусств провёл первую научно-исследовательскую экспедицию по изучению игрушки и начал исследование промысла.
До революции 1917 года гончары работали самостоятельно, а в 1929 году появилась первая промышленная артель.
Старинные плешковские глиняные изделия и игрушки хранятся в Государственном Русском музее, Орловском музее изобразительных искусств, Орловском областном краеведческом музее, Ливенском краеведческом музее, музее Ливенской детской художественной школы, личном архиве народного мастера России Натальи Фроловой.
23 января 2025 года в Государственном реестре географических указаний и наименований мест происхождения товаров Российской Федерации зарегистрировано исключительное право Детской художественной школы имени А. Н. Селищева города Ливны на использование наименования «плешковская игрушка» для игрушек из плешковской глины. Школа получила соответствующее свидетельство от Роспатента.

## Технология изготовления
Глина заготавливалась заранее, перед лепкой её оставляли «киснуть» на всю зиму. 
Лепились конь, женщина, солдат, уточка, петушок, курица, корова, баран, олень, птица-русалка с человеческим лицом (алконост или сирин).
Игрушки сушили и обжигали в горнах, которые строили на огородах, или в русской печи во время приготовления пищи. После 3–4 часов обжига игрушки оставляли медленно остывать. При обжиге местная глина приобретает светло-розовый или телесный оттенок, а слюда в её составе придаёт особый посеребрённый вид. 
Игрушки расписывали птичьим пером или спичкой с кусочком ваты на конце, что позволяло проводить длинные непрерывающиеся линии. Раскраска обычно выполнялась в синий и красный цвета (иногда зелёный) в виде свободно расположенных пятен, нанесенных тёртым кирпичом и соком лопуха и конопли. Синяя краска приготавливалась из сушеных ягод бузины и голубых первоцветов. 